# Franz Baumgartner

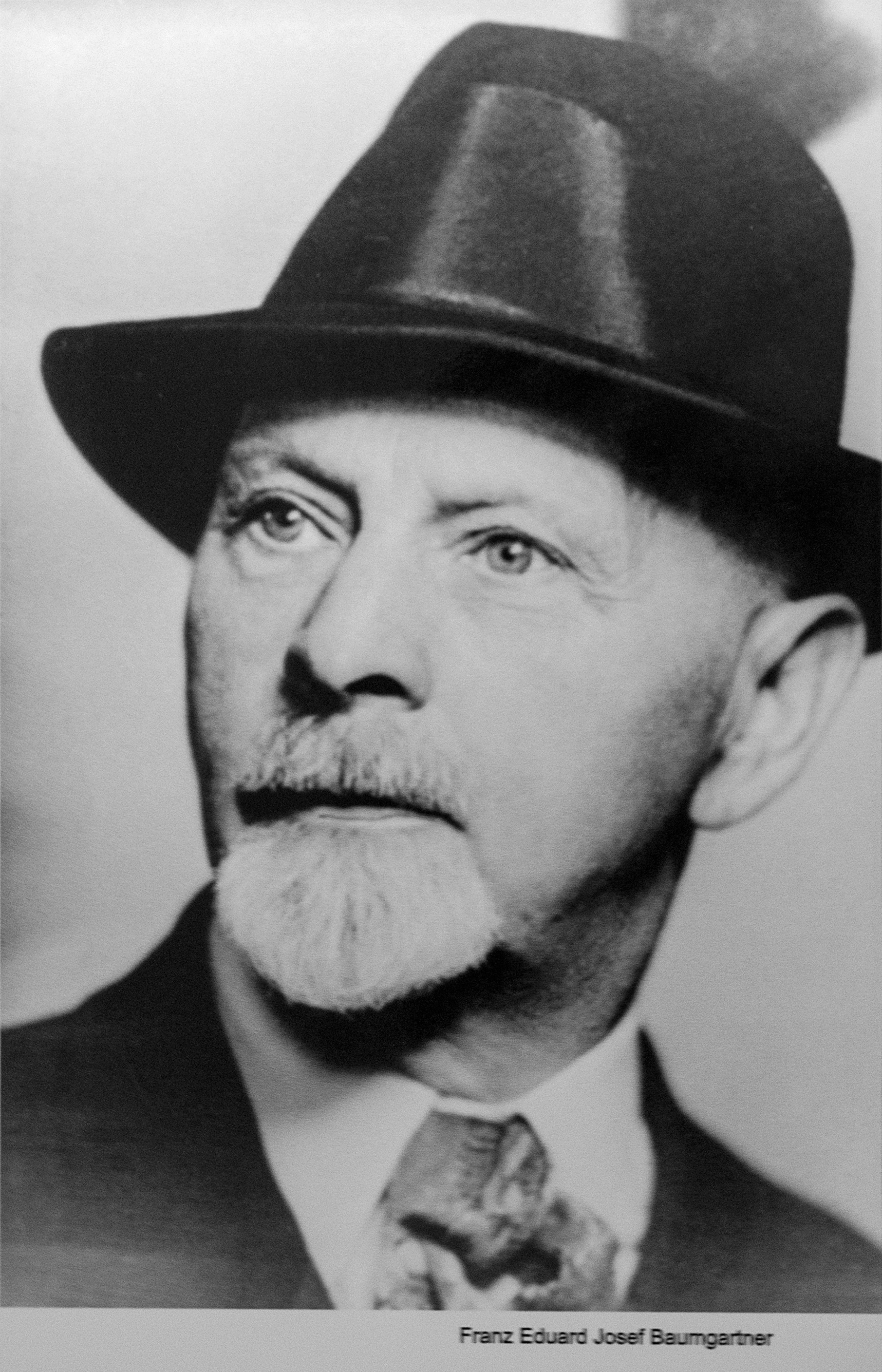
Franz Baumgartner

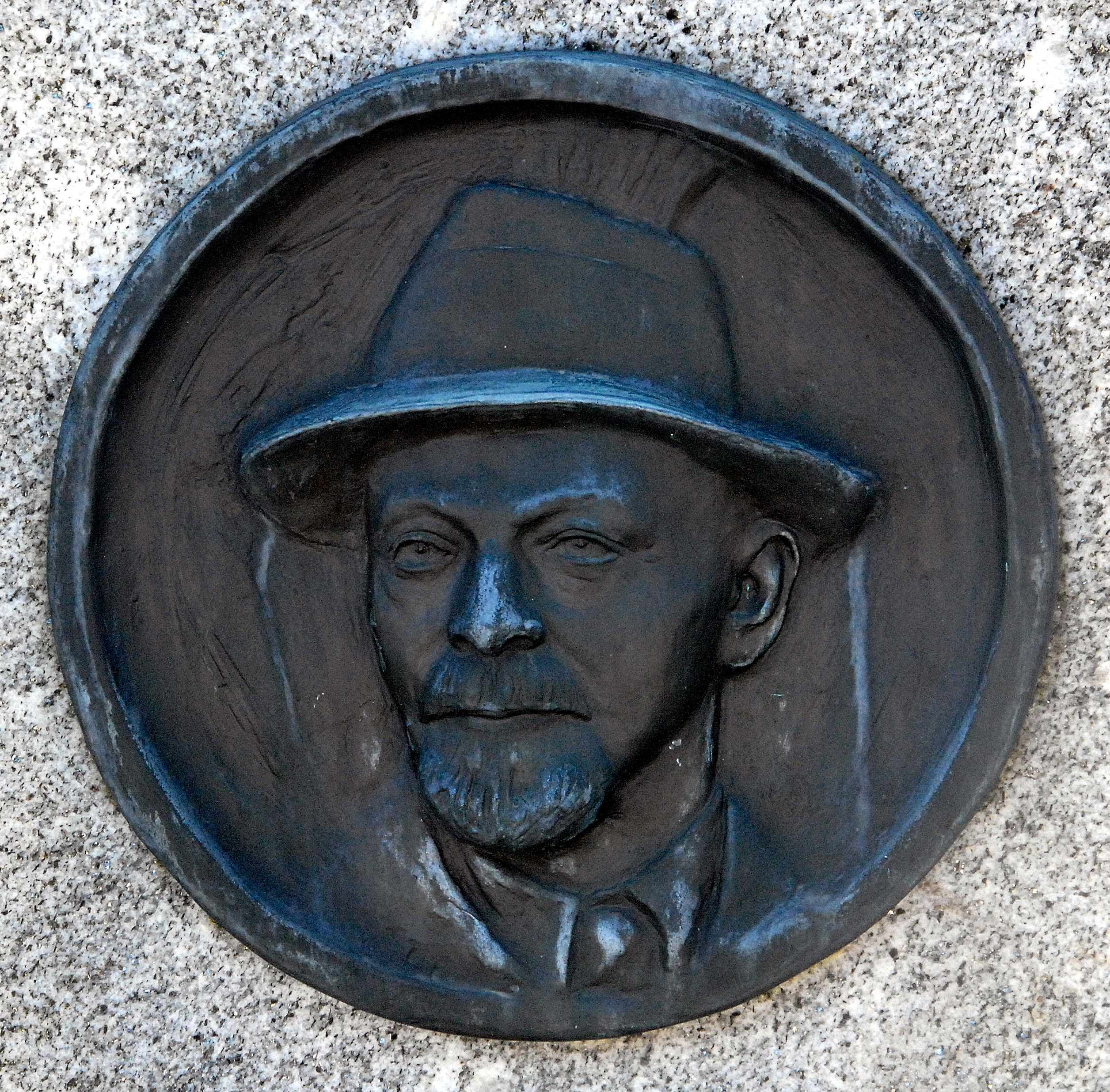
Portrait-Medaillon von Franz Baumgartner auf seinem Grabstein am Veldener Friedhof

Franz Eduard Josef Baumgartner (* 27. Juni 1876 in Wien; † 14. Oktober 1946 in Velden am Wörther See) war ein österreichischer Architekt und der bedeutendste Vertreter der Wörthersee-Architektur.

## Leben
Franz Baumgartner wurde in der Karlsgasse 18 im 4. Wiener Gemeindebezirk Wieden geboren und in der Karlskirche getauft. Sein Vater stammt aus Baden bei Wien und seine Mutter aus Nitra in der Slowakei.
Er studierte an der Akademie der bildenden Künste in Wien. Im Jahre 1903 begann er als Assistent an der k. k. Staatsgewerbeschule in Wien seine Lehrtätigkeit. 1905 wurde er erstmals als Architekt genannt. 1906 kam Baumgartner als Fachlehrer an die k. k. Staats-Handwerkerschule nach Klagenfurt (Vorläufer der jetzigen Höheren Technischen Bundeslehranstalt). Mit dieser übersiedelte er 1908 nach Villach (heute HTL Villach). Von 1929 bis 1937 wirkte er an dieser Schule als Direktor.
1909 wurde Baumgartner der Professorentitel verliehen. Seine universelle Begabung und sein unermüdlicher Fleiß haben die Architektur und Bautätigkeit in Kärnten wesentlich beeinflusst. Sein wohl bedeutendstes Werk ist das Künstlerhaus im Klagenfurter Goethepark, das bedeutendste secessionistische Bauwerk Kärntens, welches Baumgartner 1913 für den Kärntner Kunstverein entwarf. Kongenialer Partner zur Realisierung von Baumgartners architektonischen Visionen war der Baumeister Anton Bulfon (1885–1961). Das kongeniale Duo Baumgartner-Bulfon prägte die Architektur des Kärntner Zentralraumes in der Zwischenkriegszeit. Baumgartner war der künstlerisch-kreative Kopf und Bulfon war der nüchterne Geschäftsmann und Praktiker, der die Visionen Baumgartners gewinnbringend umzusetzen verstand. Zu den bedeutendsten Bauwerken zählen die sogenannten Baumgartner-Seevillen in Velden, Pörtschach und Krumpendorf. Was die Hotelbauten betrifft, so sind in Velden die Hotels Carinthia, Hubertushof, Kointsch, Lindenhof und Mößlacher zu nennen und darüber hinaus diverse Nebengebäude für das Schlosshotel Velden, darunter die Schlossrestauration, die Schlossbar, das Schlossbad, das Schlosskino und der Dachausbau. In Pörtschach ist das Werzer, in Spittal an der Drau das Hotel Goldeck und auf der Turrach das Hotel Hochschober zu nennen. Seinen größten Hotelbau verwirklichte Baumgartner im benachbarten Ausland: Im slowenischen Bled wurde in der Nähe der königlich-jugoslawischen Sommerresidenz 1929/30 das Grand Hotel Toplice mit diversen Nebengebäuden errichtet. Bei den Badeanstalten und Bootshäusern sind das Strandbad Bulfon in Velden, die Badeanstalt auf der Faakersee-Insel und das Gebäude des Rudervereins Albatros am Klagenfurter Friedelstrand zu nennen. Bei den urbanen Wohn- und Geschäftshäusern sind in Klagenfurt das Gutenberghaus, das Stauderhaus und das Haus Haas zu nennen.
Baumgartner war Mitglied verschiedener Kommissionen und Vereine, wie z. B. der Baumeisterprüfungskommission und des Kunstvereines für Kärnten. Darüber hinaus war er 1932 ein Gründungsmitglied des Rotary Club Villach. Von 1933 bis 1936 war er Clubmeister, 1936/37 Vizepräsident und 1937/38 der letzte Präsident vor der Zwangsauflösung durch die Nationalsozialisten nach dem Anschluss.
Franz Baumgartner starb 1946 im Alter von 70 Jahren in seiner Villa in Velden am Wörther See und wurde in einem Ehrengrab beigesetzt.

## Werke (Auswahl)
- Hotel Kointsch (Velden, 1909)
- Guteberghaus oder Eulenhaus (Klagenfurt, 1909–1910)[3]
- Villa Kretschmann (Velden, 1929)
- Villa Edelweiß (Pörtschach, 1910)
- Villa Almrausch (Pörtschach, 1913)
- Villa Stefanie Turkovic (Pörtschach, 1913)
- Künstlerhaus (Klagenfurt, 1911, 1913/1914), schönstes spätsezessionistisches Bauwerk Kärntens
- Speicherkraftwerk Forstsee (1923–1925)
- Kraftwerk Hornburg bei Klein St. Paul, 1913 geplant, Ende August 2020 abgeschaltet[4]
- Pfarrkirche Unsere Liebe Frau (Velden, 1937)

## Bildergalerie

### Bauwerk in Arnoldstein

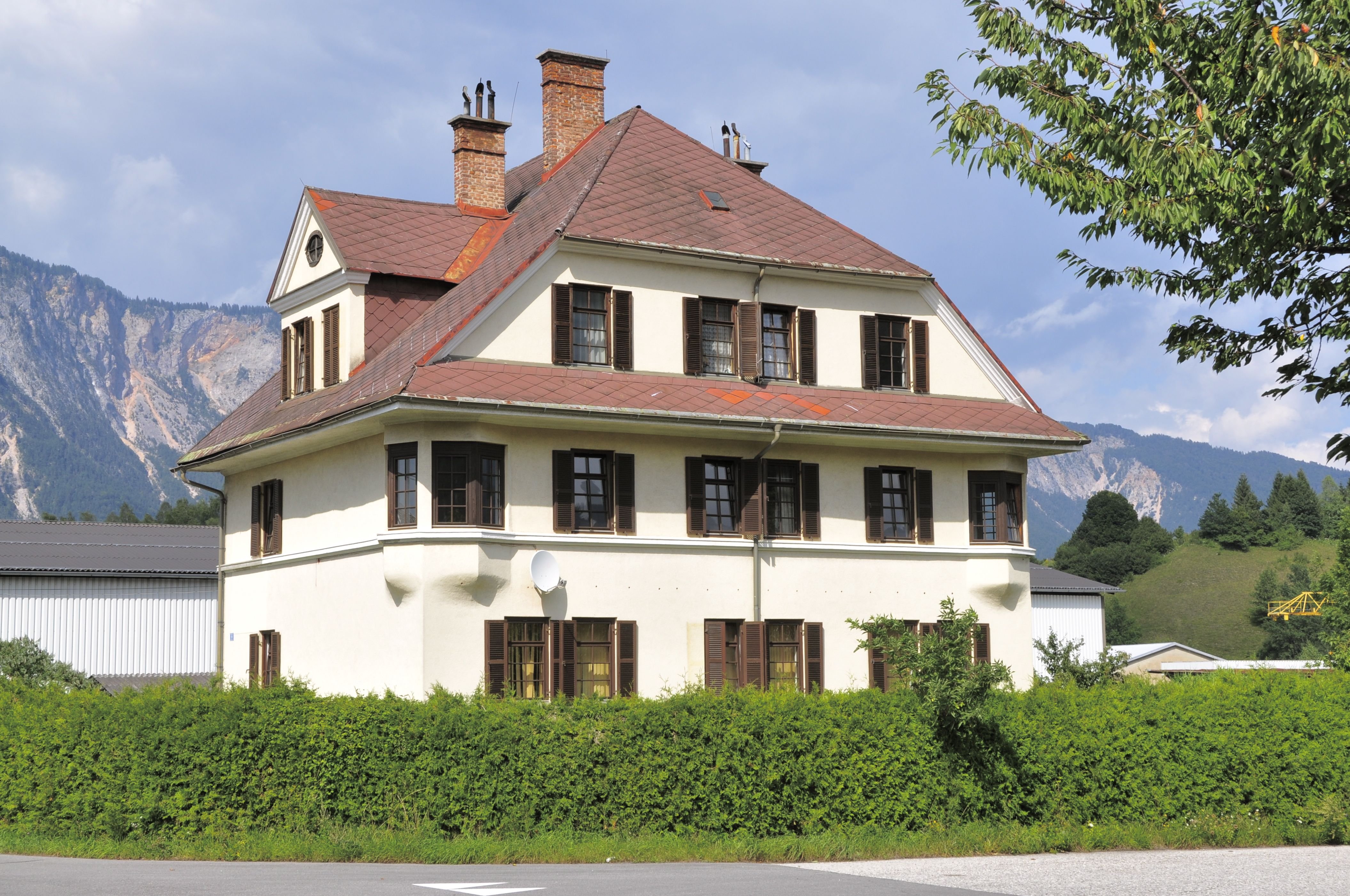
„Drauland“, 1920, Nussallee 12

### Bauwerke in Klagenfurt

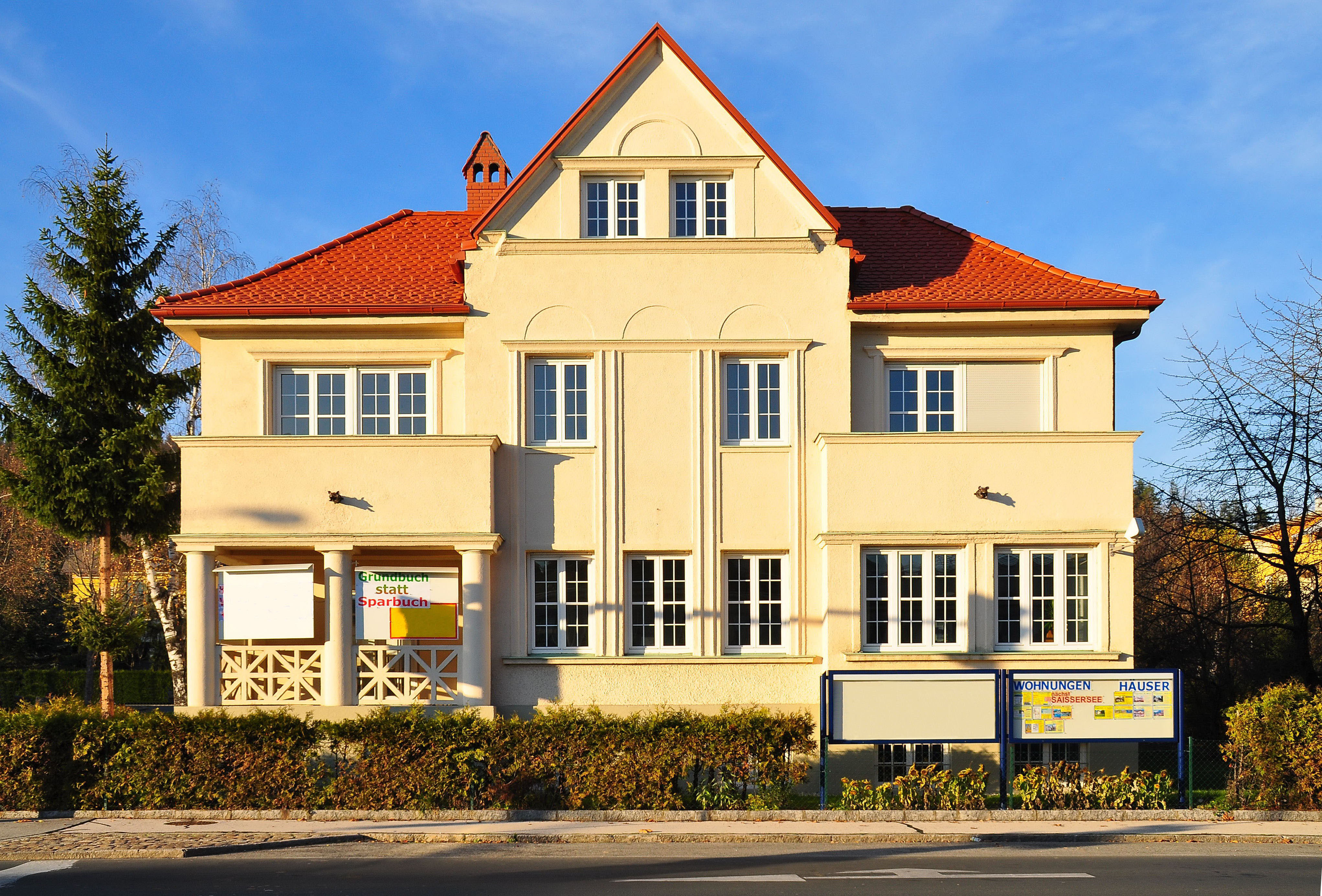
„Villa Koss“, Egger-Lienz-Weg Nr. 24
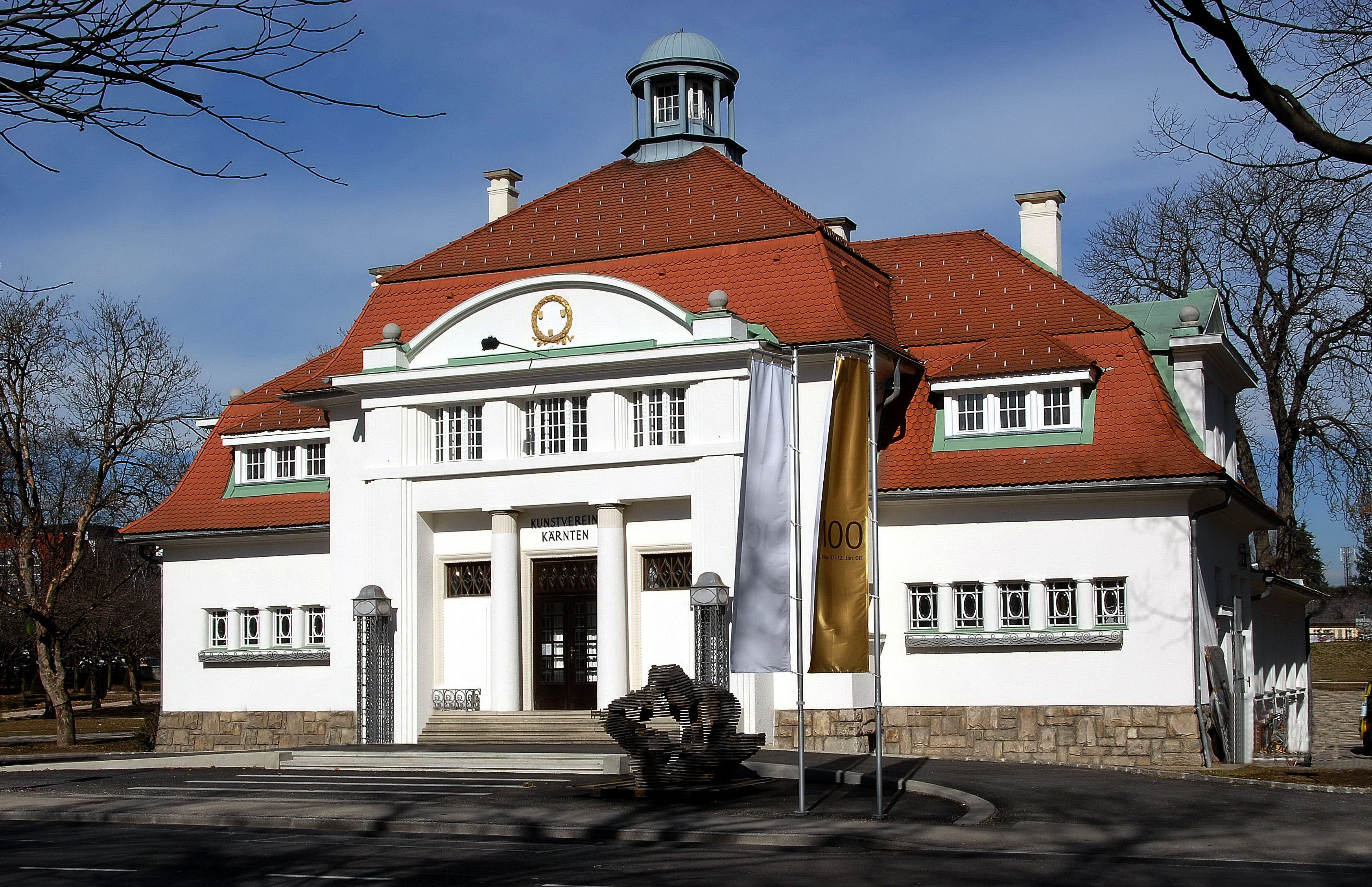
Künstlerhaus, Goethepark Nr. 1
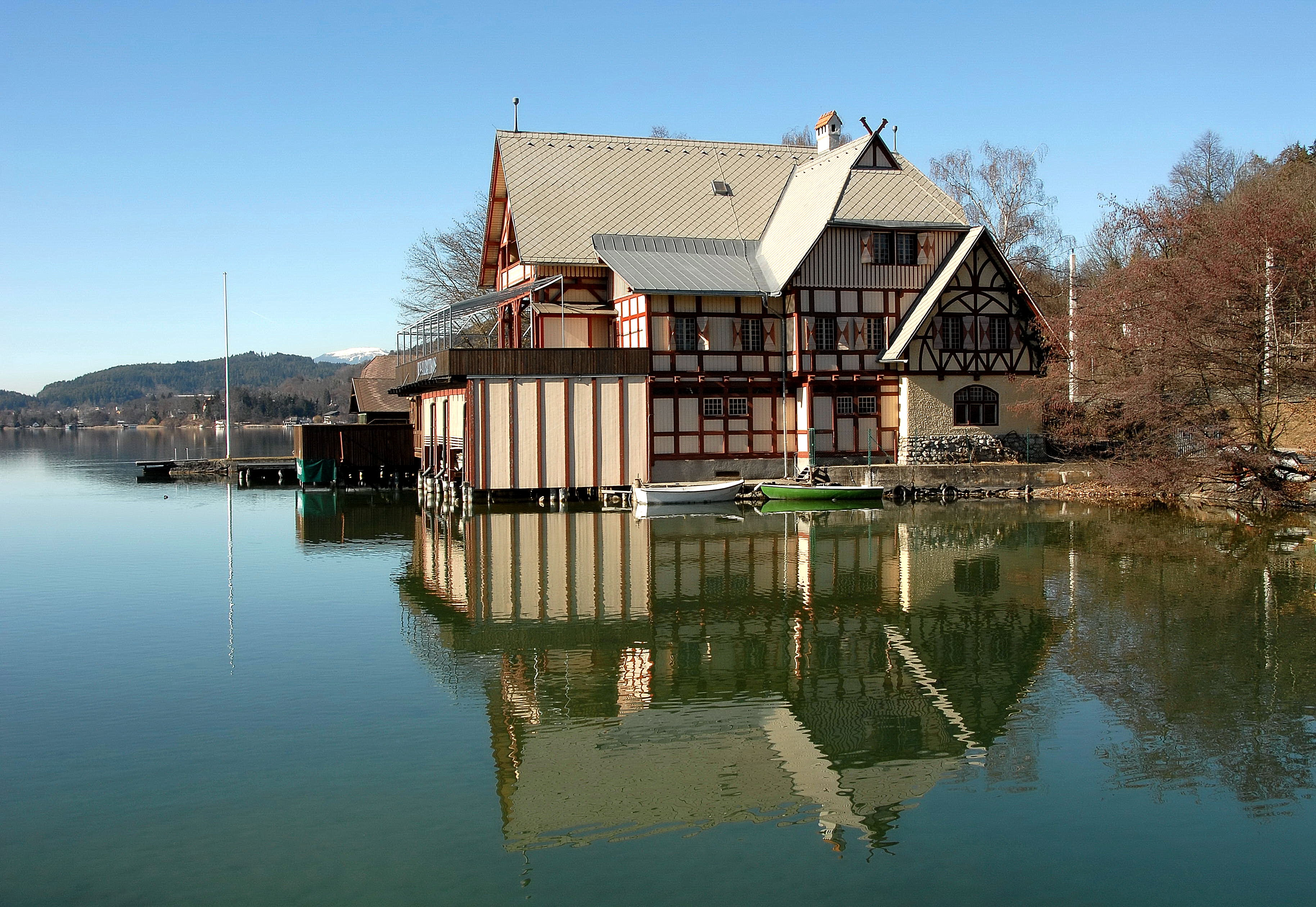
Rudervereinshaus „Albatros“
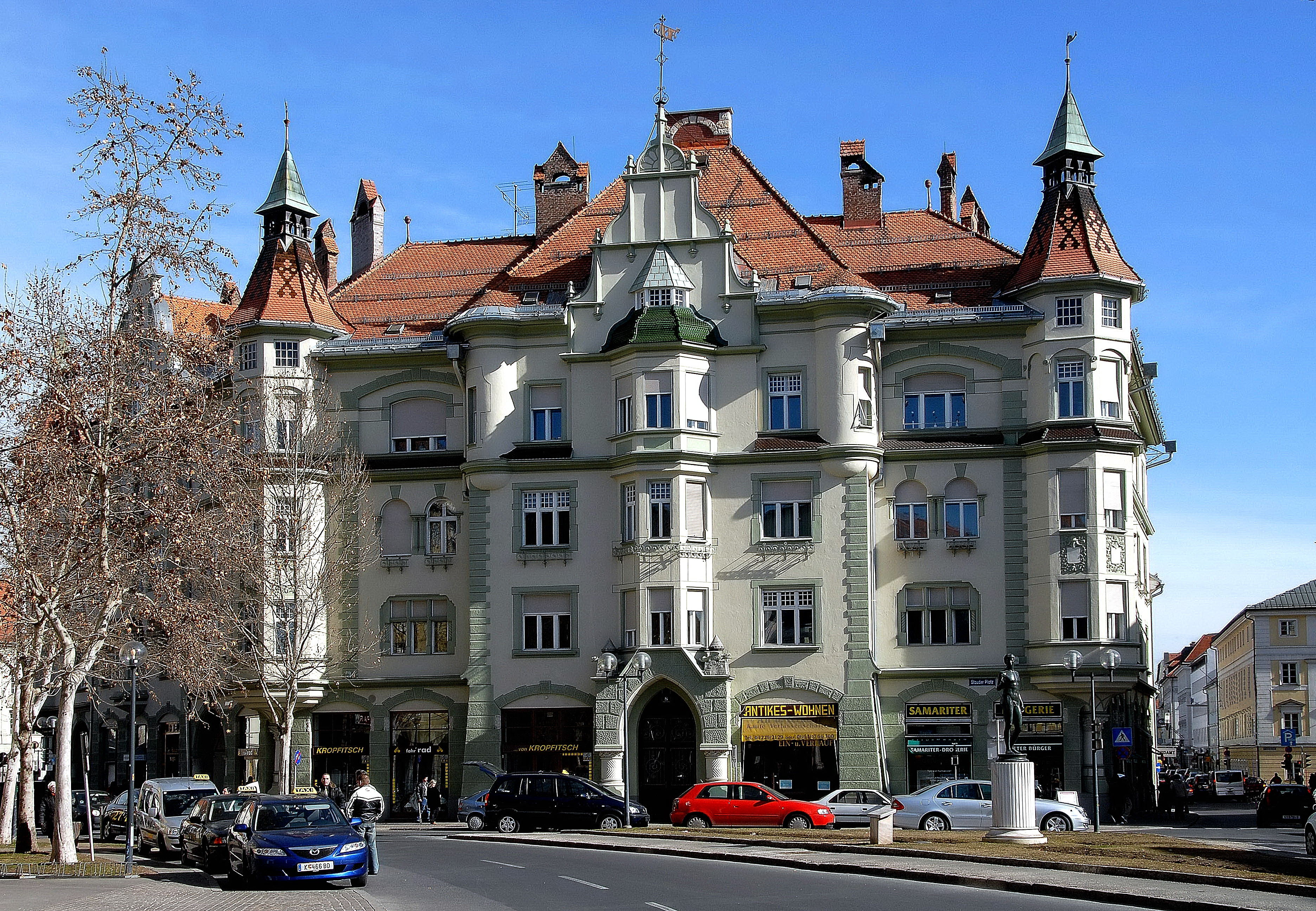
Stauderhaus
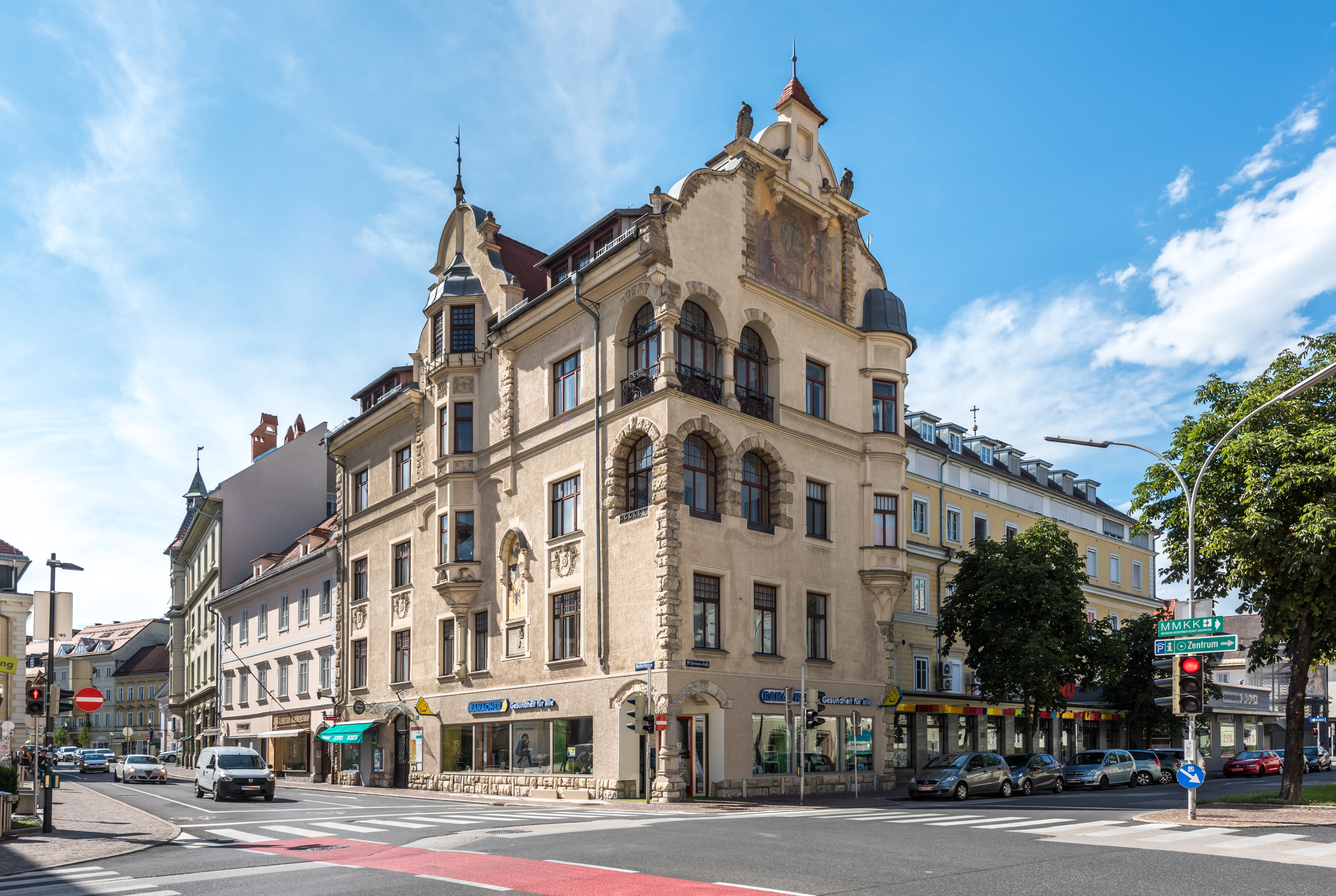
Gutenberghaus (Eulenhaus)

### Bauwerk in Maria Wörth

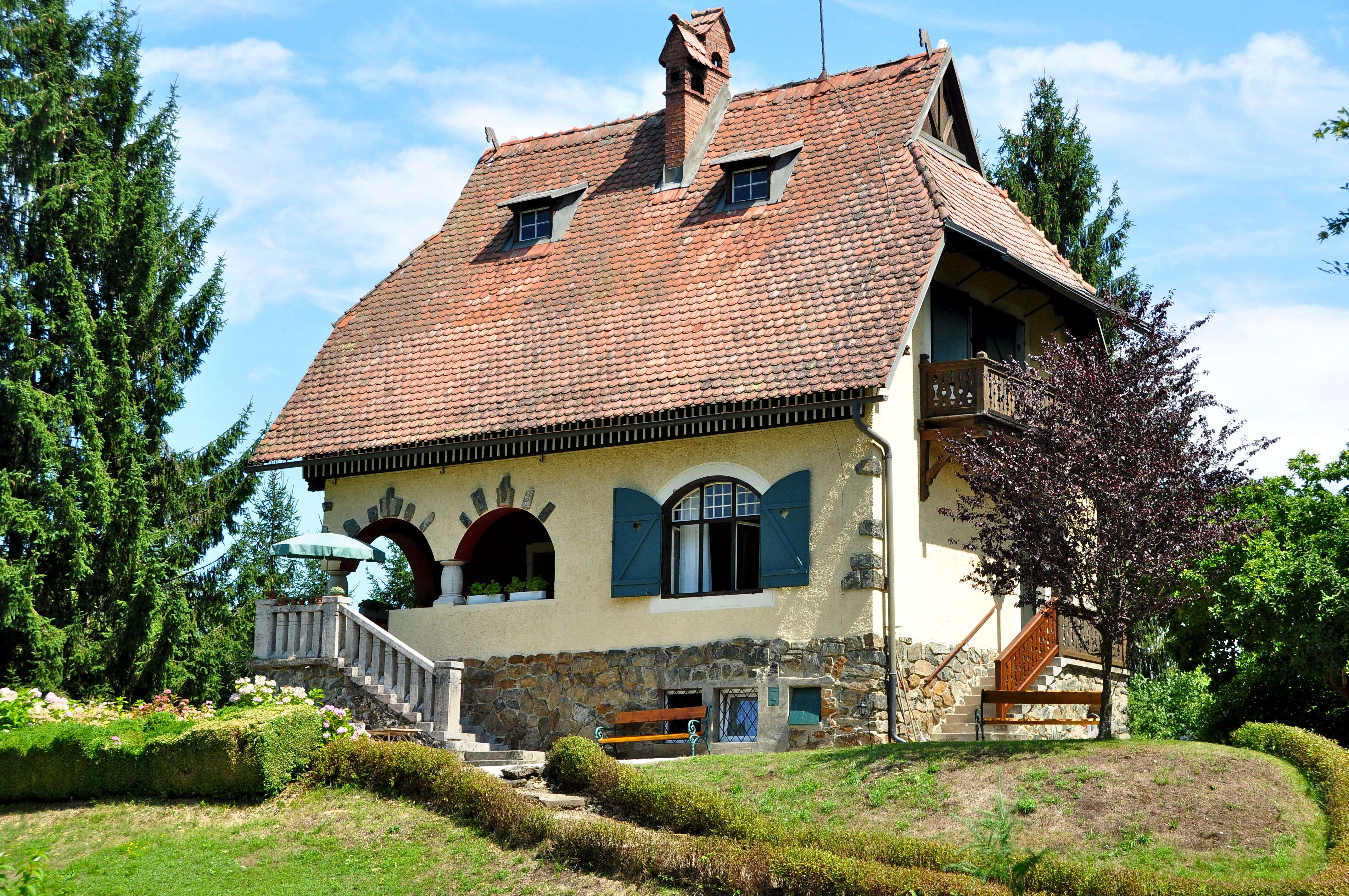
Villa Nest in der Dorfstraße 1, Sekirn

### Bauwerke in Pörtschach

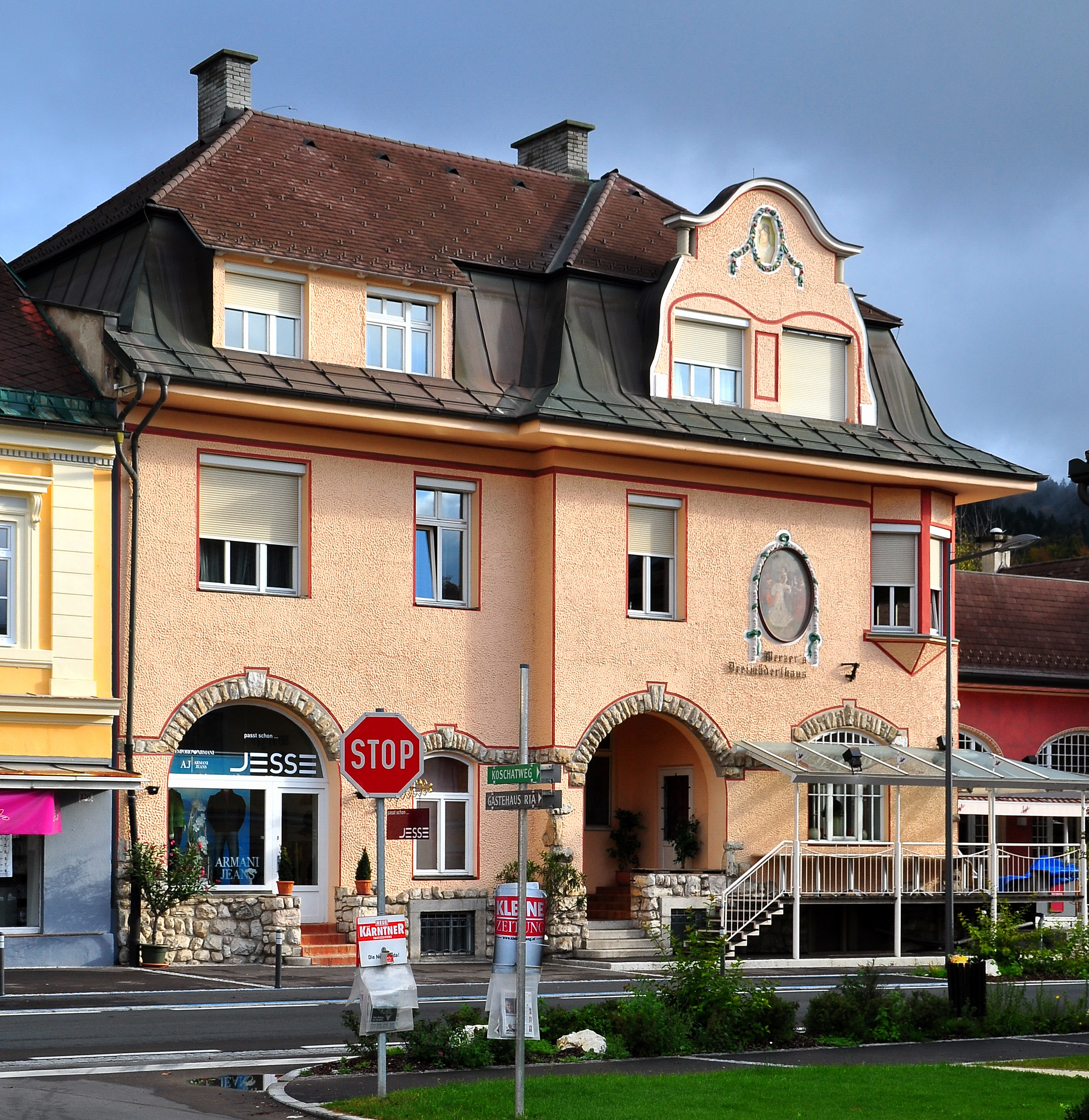
„Dreimäderlhaus“, Werzer Etablissement, Hauptstraße 218, Pörtschach
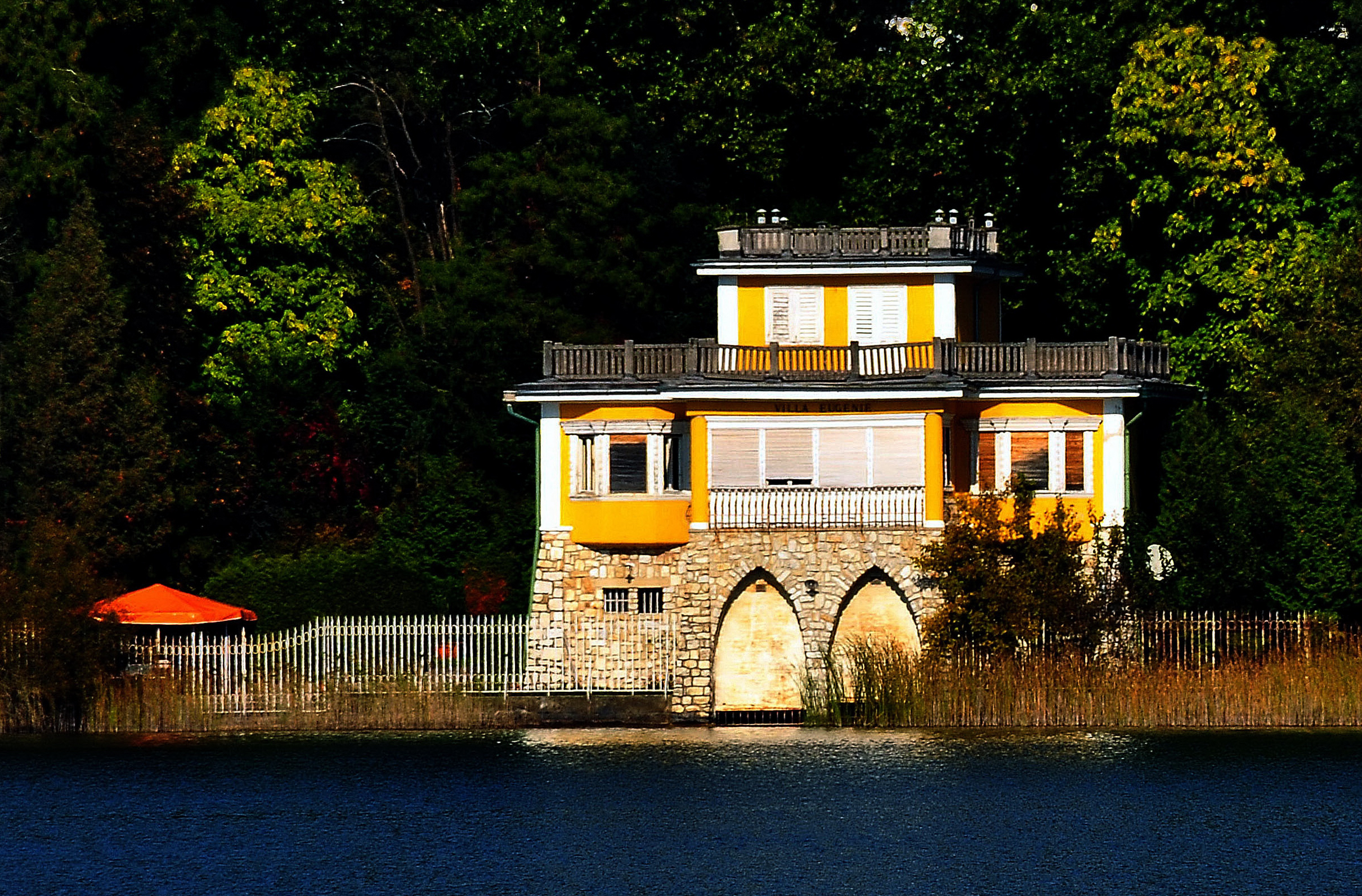
Villa Karrer in der Pörtschacher Ostbucht
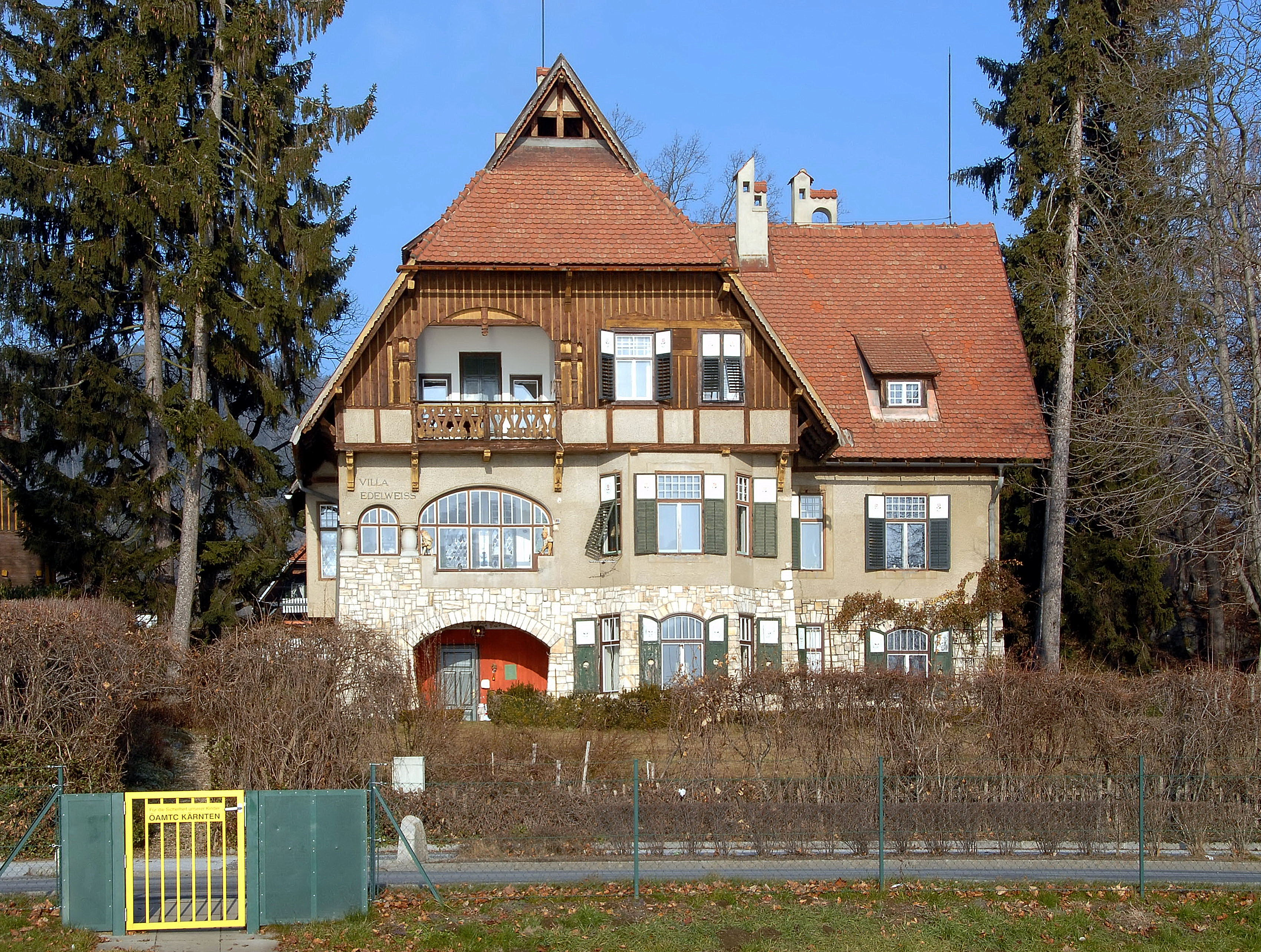
Villa Edelweiss in der Pörtschacher Ostbucht

### Bauwerk in Radenthein

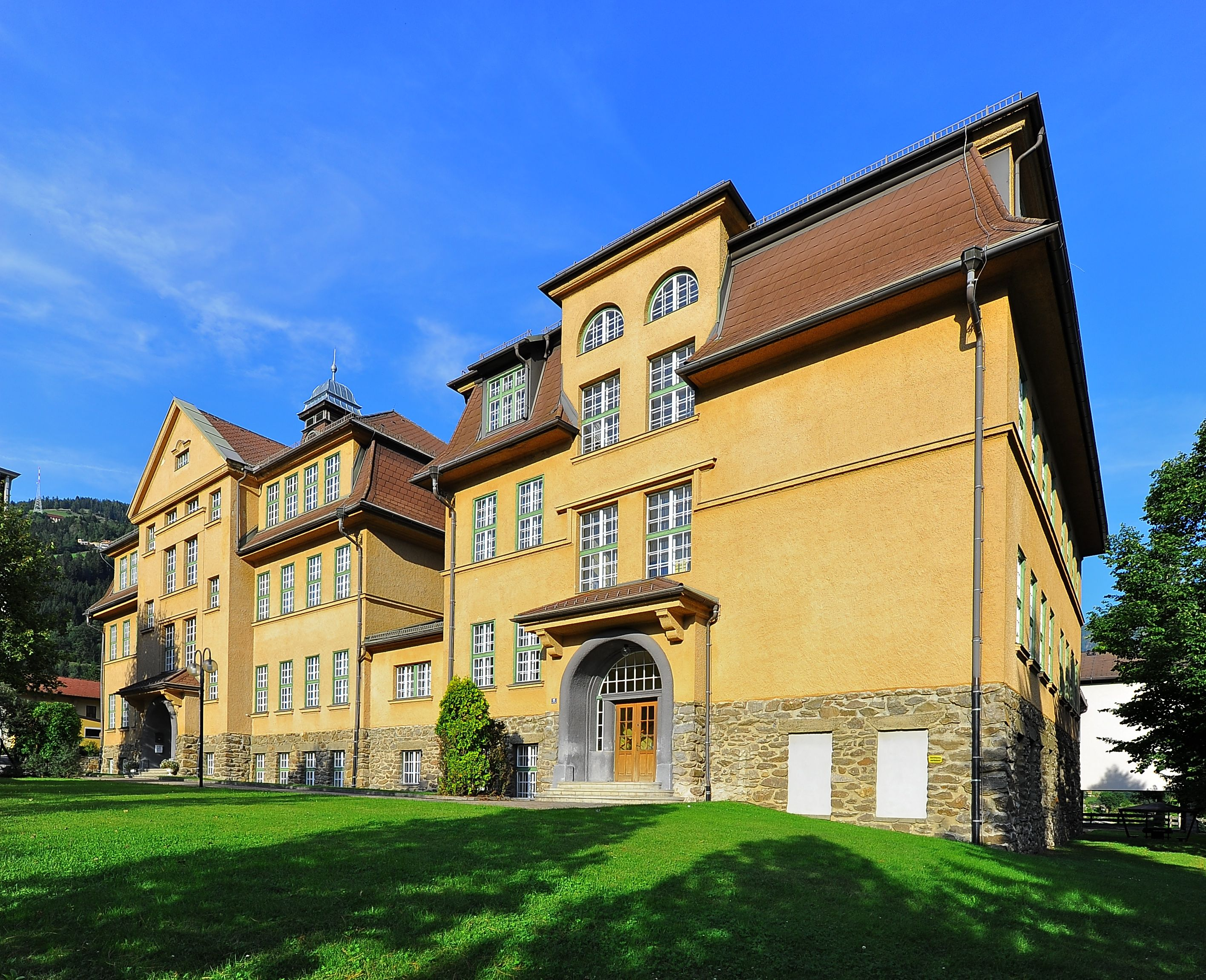
Hauptschule in der Schulstraße 13 und 15

### Bauwerk in Techelsberg

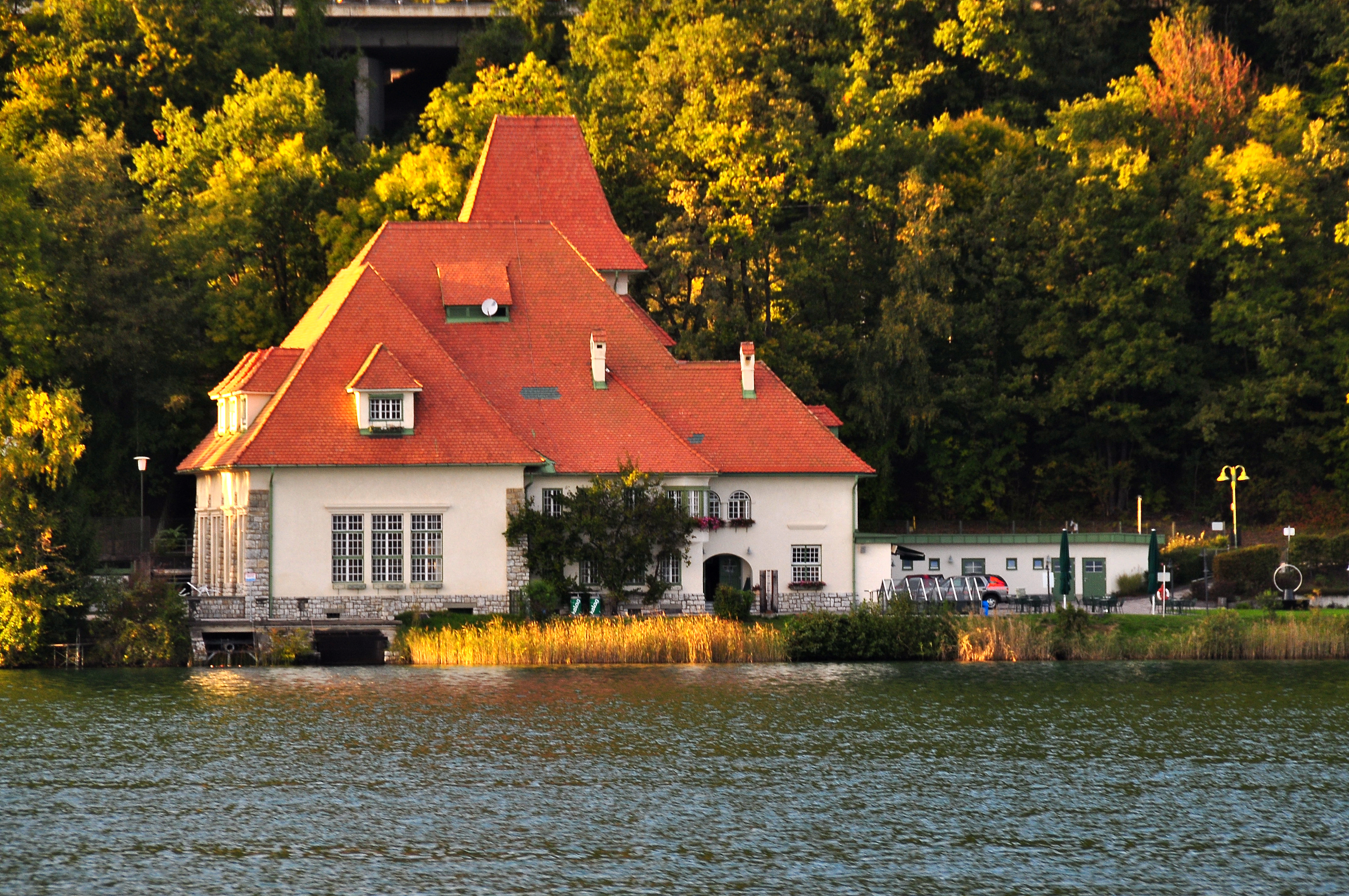
Kraftwerk Forstsee in Techelsberg

### Bauwerke in Velden

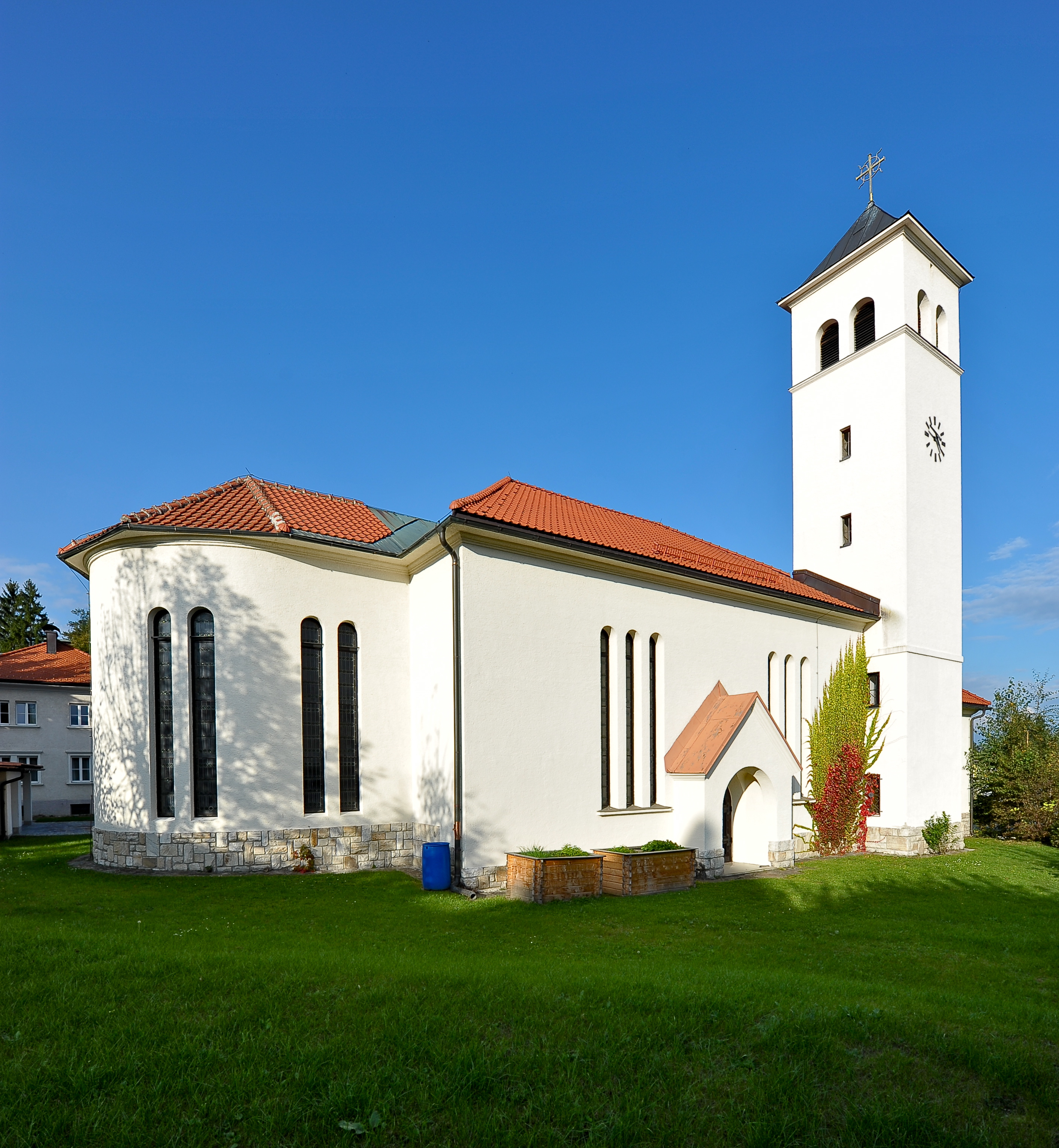
Pfarrkirche Unsere Liebe Frau, Kirchenstraße 23, errichtet 1937
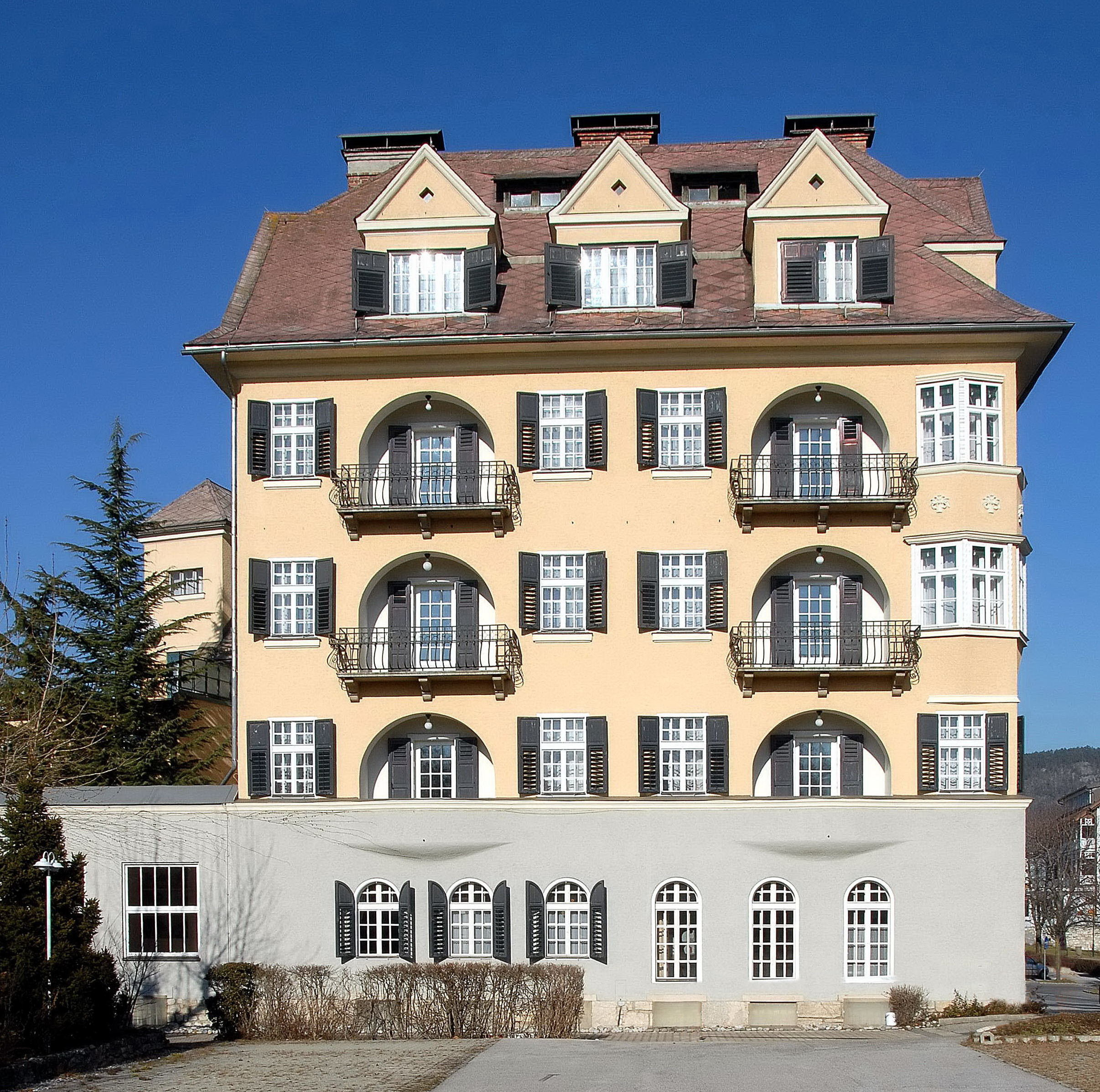
Hotel Carinthia, Karawankenplatz 3, errichtet 1924/26
Hotel Kointsch, Südseite, Karawankenplatz 2, errichtet 1909
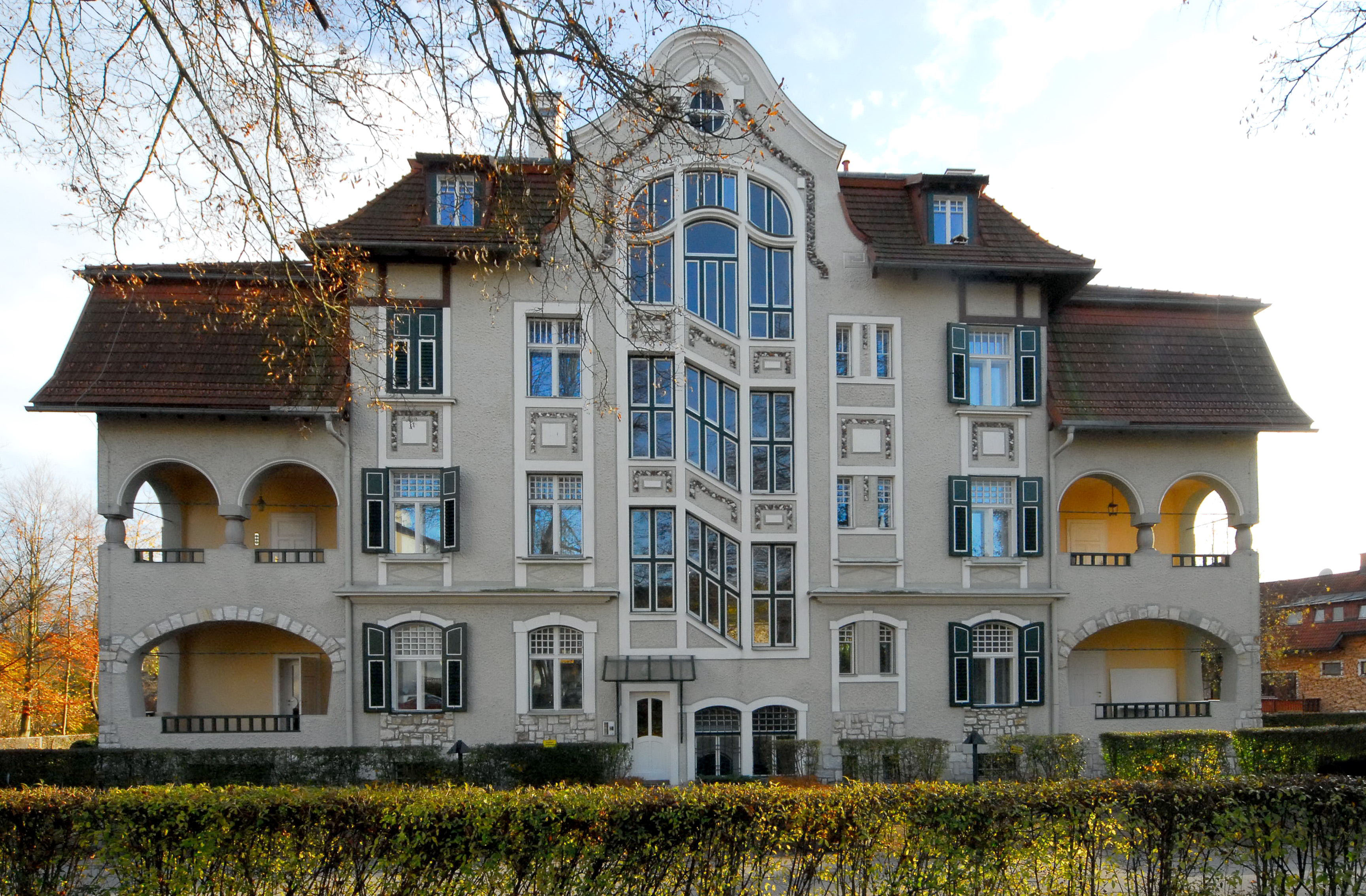
Hotel Kointsch, Nordseite, Karawankenplatz 2, errichtet 1909
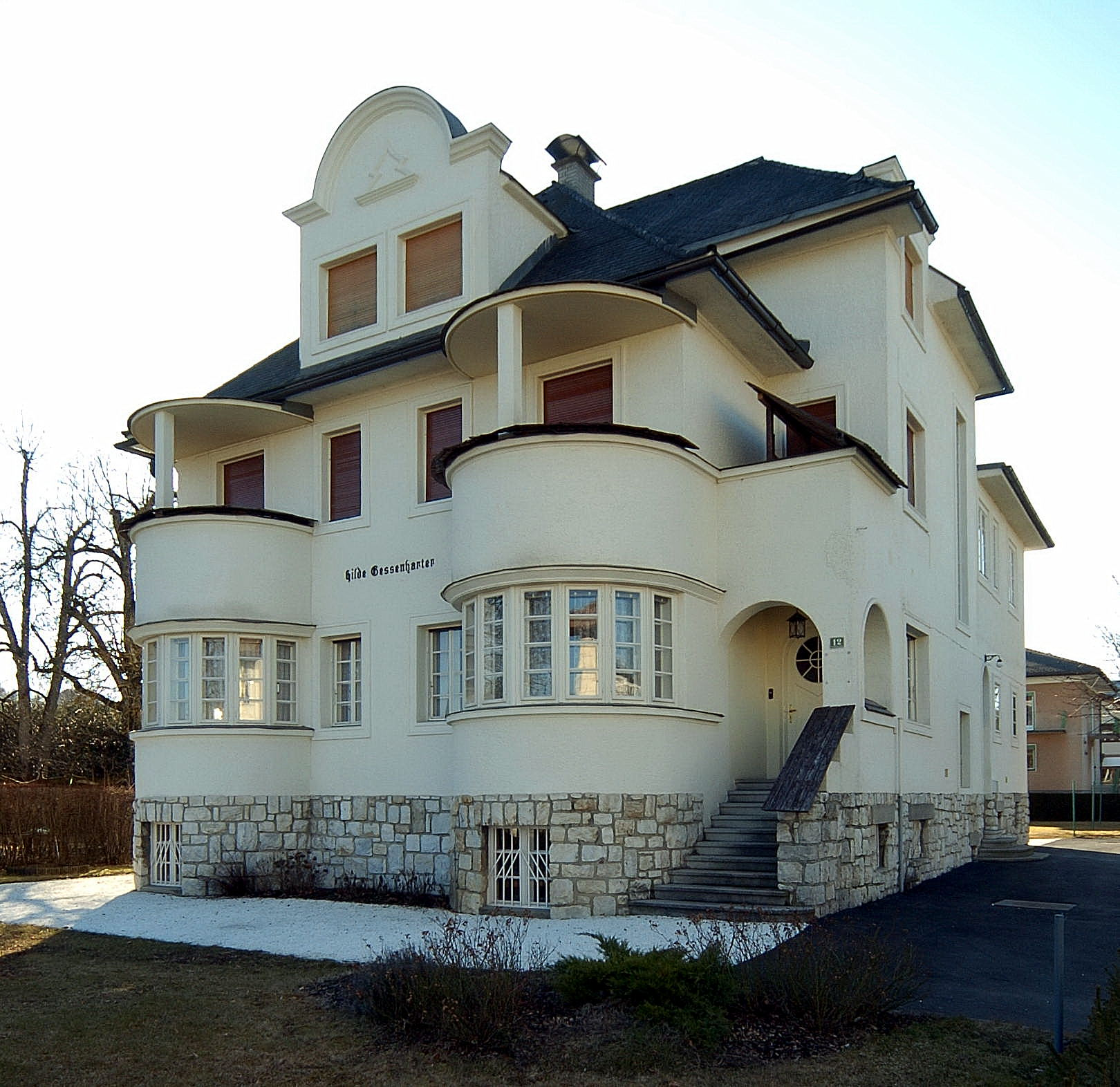
Haus Hilde Gessenharter, errichtet 1930